# جناح صغير للعظم الوتدي

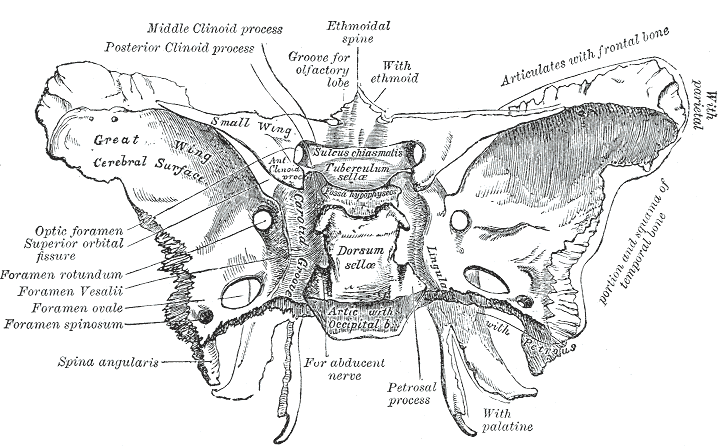
الجناح الصغير

الجناح الصغير للعظم الوتدي (بالإنجليزية: Lesser wing of sphenoid bone)‏ هو امتداد من جسم العظم الوتدي. يشكل مع الجناح الكبير للعظم الوتدي الشق العلوي للحجاج